# تشارلز ديلاني
تشارلز ديلاني (بالإنجليزية: Charles Delaney)‏ هو ممثل أمريكي، ولد في 9 أغسطس 1892 في نيويورك في الولايات المتحدة، وتوفي في 31 أغسطس 1959 في هوليوود في الولايات المتحدة.

## وصلات خارجية
- تشارلز ديلاني على موقع IMDb (الإنجليزية)
- تشارلز ديلاني على موقع قاعدة بيانات الفيلم (الإنجليزية)